# Затикян, Степан Сехбоси
Степан Сехбоси Затикян (арм. Ստեփան Սեղբոսի Զատիկյան; 20 июня 1946 — январь 1979) — советский диссидент, один из основателей Армянской ПНЕ (Национальной объединённой партии).

## Раняя жизнь
Затикян родился 20 июня 1946 года в Ереване в семье ремесленника. Его родители были беженцами из Западной Армении. Начальное образование он получил в средней школе имени Микаела Налбандяна в Ереване, которую окончил в 1963 году с золотой медалью. В том же году он поступил на химический факультет Ереванского политехнического института. Затикяна участвовал на массовой демонстрации 24 апреля 1965 года на площади Ленина (ныне Республика); где протестующие в пятидесятую годовщину осудили Геноцид армян 1915 года и подняли вопрос о возвращении армянских земель. Воодушевленный этими идеями, на следующий день Затикян отправился в городской пантеон, чтобы возложить цветы к могиле армянского композитора Комитаса. Он был арестован полицией возле могилы и задержан на пятнадцать суток. Там он встретился с Айказом Хачатряном, который также был арестован возле могилы Комитаса.

## Национальная объединённаяпартия Армении
В конце концов Затикян и Айказ Хачатрян договорились работать вместе на общей идеологической основе. Некоторое время спустя к ним присоединился ещё один молодой человек, Шаген Арутюнян (отец армянского политика Шанта Арутюняна). 24 апреля 1966 года они втроем основали Национальную объединённую партию (НОП). Организацию возглавил Хачатрян, а руководящим органом партии стал Генеральный совет, одним из членов которого был Затикян. НОП разработала устав и план действий, тексты которых написал Затикян. Первые члены организации принесли клятву верности идеям партии у Мемориала Геноцида армян в Ереване. В апреле 1967 года, в день памяти жертв геноцида, НОП распространила свою первую листовку под названием «Парос» (маяк на армянском языке), а 19-20 октября того же года распространила также четырёхстраничную газету «Парос» со следующими статьями: «Выходят новые», «Армянскому народу», «Армения под игом», «Армянский вопрос», «Международная ситуация сегодня», «Факты беспощадны», «Каков язык нации», «Пара слов».
Кроме того, Затикян написал критические статьи о реалиях жизни в Советском Союзе, такие как «Суть советской экономики» или «По ту сторону занавеса». Статьи были о независимости Армении от Советского Союза и об «аннексии Армении Россией». Затикян распространял «Парос» в кампусе Политехнического института Ереванского государственного университета. Его газета значительно отличалась от листовок и газет, которые издавались до неё в армянских и советских кругах. Это было новое явление для советских властей, но также и для диссидентов в регионе. В структуру организации также входила молодёжная ячейка. В НОП она называлась «Шант» (молния по-армянски). Хачатрян и Затикян поставили во главе этой ячейки семнадцатилетнего Паруйра Айрикяна. Несколько членов НОП позже заняли более публичные позиции: Мовсес Горгисян, основатель РПА Ашот Навасардян, премьер-министр Армении Андраник Маргарян, Азат Аршакян и другие.

## Первый арест
О существовании НОП было известно везде, где антисоветское движение начало набирать обороты. Газета была запрещена и объявлена антисоветской. Преследованию подверглись не только авторы «Пароса», но и читатели. Члены НОП успели выпустить только два номера газеты. Аресты лидеров НОП начались с 9 июля 1968 года; Степан Затикян в то время был на пятом курсе университета. На допросе 10 июля Степан Затикян сообщил следователю, что начал голодовку из-за несогласия с условиями содержания.
После освобождения по окончании срока Затикян был помещен под административный надзор. Он работал на Ереванском электромеханическом заводе сборщиком трансформаторов. Общественной деятельностью не занимался, считая эмиграцию наиболее разумным выходом для себя и других армян, отбывших наказание. В 1975 году Затикян направил в Верховный Совет заявление, в котором отказывался от советского гражданства и просил предоставить ему возможность выехать в любую несоциалистическую страну. Вместе с заявлением он направил и свой паспорт. Ответа Затикян не получил, и паспорт был отправлен в КГБ.

## Теракты в Москве 1977 года
8 января 1977 года в московском метро произошёл взрыв, в результате которого погибли семь человек и тридцать семь получили ранения (число жертв и пострадавших стало известно только после вынесения приговора).
28 октября 1977 года по подозрению в совершении взрыва были арестованы Степан Затикян, Акоп Степанян и Завен Багдасарян. Степан Затикян был представлен как организатор акции. Предварительное следствие и суд проходили в условиях строгой секретности, на оглашении приговора не присутствовали даже родственники подсудимых. Во время свидания с семьей после оглашения приговора (единственного с момента ареста) брат Затикяна отвел его в сторону от женщин — матери и жены — и спросил, виновен ли он в преступлении.
Степан Затикян ответил: «․․․Я ни в чём не виноват, кроме того, что оставил своих детей сиротами.․․». Он также добавил: «За все 15 месяцев я не сказал им ни слова».
Смертный приговор был оглашен 24 января 1979 года, а через несколько дней — 30 января — приведен в исполнение.
Некоторые эпизоды из судебного процесса можно найти в Интернете. В одном из эпизодов Степан Затикян говорит: «Я несколько раз заявлял, что… мне не нужен никакой адвокат,… сегодня Армения не имеет абсолютно никакой выгоды от русских и России… Ребята, до свидания. Передайте людям, что это были последние слова Степана — месть, месть и ещё раз месть».

## Личная жизнь
В 1974 году Затикян женился на сестре Паруйра Айрикяна Соне. У них было двое детей: дочь Асмик и сын Вреж. В настоящее время они проживают в США. Его сын Вреж Затикян также занимался политикой в Армении.